# 阿斯克勒庇俄斯之杖

阿斯克勒庇俄斯之杖

阿斯克勒庇俄斯之杖（羅馬化：Rhábdos toû Asklēpioû），又稱蛇杖、雅斯拉比斯的權杖，在西方各國的文化中是一種象徵醫療的標誌，而他更早的起源則是為希腊神話的醫療之神阿斯克勒庇俄斯所執之杖。Unicode所收錄的編碼為U+2695（⚕）。

## 形象及意義
阿斯克勒庇俄斯之杖中的木棒代表著人體的脊椎骨，也是人體中代表現在、進化和靈性昇進的「中脈」。纏繞在木棒的蛇則是因為希臘人認為，每年都會蛻皮的蛇，象徵恢復和更新的過程（療傷的能力），表示重生的意涵，體現在醫學上即是治療、恢復健康、挽回生命等醫療行為，此標誌亦提示了醫護人員之責任。一些掌管醫療及衛生的政府部門和國際組織等，其標誌繪有蛇杖圖案。

## 含有单蛇杖的标志

医疗急救标志生命之星
世界卫生组织旗帜

## 外部連結
- Blayney, Keith, "The Caduceus vs the Staff of Asclepius" （页面存档备份，存于）